# 카푸치네
카푸치네(Capucine, 1928년 1월 6일 ~ 1990년 3월 17일)는 프랑스의 모델, 배우이다. 영화 《핑크 팬더》와 영화 《고양이》(What's New Pussycat?)를 통해 전 세계적으로 이름을 알렸다.

## 출연 작품
- 미망인 글로리아 (1987)
- 신스 (1986)
- 핑크 팬더 7 - 핑크 팬더의 저주 (1983)
- 아프로디테 (1982)
- 핑크 팬더 6 - 핑크 팬더의 추적 (1982)
- 아라비안 어드벤처 (1979)
- 브이 특공대 (1979)
- 스팅 3 (1977)
- 스윗치 (1977)
- 미녀와 건달 (1975)
- 레드 선 (1971)
- 사티리콘 (1969)
- 사랑과 죽음의 전장 (1969)
- 더 퀸스 (1966)
- 적과 백 (1964)
- 핑크 팬더 (1963)
- 라이온 (1962)
- 미셸 스트로고프의 승리 (1961)
- 송 위다웃 엔드 (1960)
- 알래스카의 혼 (1960)

## 같이 보기
- 자살한 인물 목록